# Perctarit
Perctarit, auch Pertarit, Bertarit, Pertari, Perctarith, Bertari(d)us, Bertharich (* vielleicht um 635; † 688), war von 661 bis 662 und, nach seiner Rückkehr aus dem Exil im fränkischen Neustrien, nochmals von 671 bis 688 König der Langobarden. Dabei herrschte er im letzten Jahrzehnt seines Lebens gemeinsam mit seinem Sohn Cunincpert. Ihm gelang ein Ausgleich mit Byzanz und dem Papst, zugleich sorgte er als Angehöriger der katholischen Agilolfinger für die Katholisierung des zuvor arianischen Reiches, was allerdings auf erheblichen Widerstand stieß.

## Leben

### Familie
Perctarit war einer der Söhne König Ariperts I. aus der Familie der Agilolfinger. Er war mit Rodelinda verheiratet, mit der er den Sohn Cunincpert und die Tochter Wigilinde hatte, die den dux Grimoald II. von Benevent heiratete. Aripert bestimmte, dass seine Söhne Godepert und Perctarit ihm gemeinsam als gleichberechtigte Könige nachfolgen sollten. Eine solche Reichsteilung kam ansonsten im Langobardenreich nicht vor, wobei eine Analogie zu fränkischen Gebräuchen besteht, insbesondere der Merowinger.

### Doppelherrschaft mit Godepert (ab 661) und Sturz durch Grimoald (662)
Nach Ariperts Tod im Jahr 661 residierte Godepert in Ticinum (Pavia), Perctarit in Mediolanum (Mailand). Es machte sich Unzufriedenheit breit, zum einen im Adel, der auf seine Mitwirkung bei der Königswahl pochte, zum anderen zwischen den beiden Brüdern, die sich mit Misstrauen begegneten.
Godepert bat Grimoald, den Herzog von Benevent, um Unterstützung, der allerdings die Situation ausnutzte, mit seinen Truppen nach Norditalien marschierte und Godepert erdolchte. Perctarit floh ins Exil zu den Awaren, während seine Frau Rodelinda und ihr gemeinsames Kind Cunincpert als Geiseln nach Benevent gebracht wurden. Damit war die Herrschaft Grimoalds unangefochten, der sein Königtum durch den Adel bestätigen ließ (Paulus Diaconus, Historia Langobardorum IV, 51) und im Jahr 662 die namentlich nicht bekannte Schwester der beiden gestürzten Könige heiratete (V, 1).

### Exil bei den Awaren, Rückkehr und erneute Flucht

Europa und der Mittelmeerraum um 651

Trotz der Ausschaltung der beiden Könige und der Ehe mit ihrer Schwester machte sich Widerstand gegen Grimoald breit; in Asti und Turin formierten sich die Anhänger der gestürzten Dynastie, der Agilolfinger. Sie nahmen Kontakt zum Frankenreich auf. Unterdessen drohte Grimoald den Awaren mit Krieg, sollten sie Perctarit nicht ausliefern.
Dieser kehrte ins Langobardenreich zurück und unterwarf sich Grimoald, seinem Schwager, der ihn zunächst freundlich in Pavia aufnahm. Er erhielt vom König eine Abfindung und ein stattliches Haus, doch blieb er als Thronprätendent eine Gefahr. Perctarit erkannte, dass Grimoald ihn gleichfalls ermorden wollte und floh ein zweites Mal, diesmal aber zu den Franken (V, 2), genauer nach Neustrien zur Frankenkönigin Balthild. Eine militärische Intervention der Franken zugunsten der Agilolfinger scheiterte 663 in einer für die Franken verlustreichen Schlacht bei Asti (V, 5).

### Erneute Herrschaft (ab 671), Mitherrschaft des Sohnes Cunincpert (ab 678?)

Monogramm Perctarits auf Silberdenaren, geprägt nach 672

Erst nach dem Tod Grimoalds im Jahr 671 konnte Perctarit aus Neustrien zurückkehren. Er wurde bereits an der Grenze beim Alpenübergang von seinen Anhängern empfangen. Garibald, Grimoalds minderjähriger Sohn und Nachfolger, als Kind seiner Schwester zugleich Perctarits Neffe, wurde nach dreimonatiger Herrschaft vertrieben. Eine Heeresversammlung wählte Perctarit einstimmig zum König. Sogleich ließ er seine Frau und seinen Sohn aus dem beneventanischen Exil zurückholen (V, 33). Perctarit musste Benevent im Gegenzug eine weitgehende Selbstständigkeit zuerkennen.
Um die Herrschaft der Dynastie zu stabilisieren, erhob Perctarit seinen Sohn Cunincpert im Jahr 678, jedenfalls vor Januar 680, zum Mitkönig (V, 34). Dieser erlangte einen erheblichen Einfluss auf die Politik seines Vaters. Bei Paulus Diaconus heißt es „in regno consortem adscivit“, und er habe zusammen („pariter“) noch zehn Jahre geherrscht (V, 35). In welcher Weise dies geschah, ist unklar, da Paulus sich nicht weiter dazu äußert, dieser aber die einzige Quelle darstellt. Die Datierungsformel einer Urkunde vom 20. Januar 685, die das 13. Regierungsjahr Perctarits und das 5. Cunincperts nennt, belegt, dass letzterer bereits zu dieser Zeit auf dem Thron saß. Vater und Sohn herrschten demnach zehn Jahre lang gemeinsam. Allerdings geht aus einer Urkunde vom 9. November 688 hervor, dass Perctarit zu diesem Zeitpunkt bereits tot war.

### Arianischer Widerstand gegen Agilolfinger, Klostergründungen, Annäherung an Rom
Folgt man Paulus Diaconus, so stieß die Politik des Agilolfingers nicht als Angehöriger einer fränkischen Familie auf langobardischen Widerstand, sondern weil die Religionspolitik abgelehnt wurde. Der Hauptprotagonist wird von Paulus gar als rüder Feind aller Kleriker dargestellt. Dux Alahis von Tridentum (Trient) erhob sich demzufolge um 679 gegen Perctarit. Er besiegte zunächst den comes der Bayern, den Herrn über Bozen und weitere Orte, der dort „gravio“ (Graf) hieß, wie Paulus ergänzt. Ob damit ein unmittelbares Eingreifen Bayerns, des Stammlandes der Agilolfinger, verbunden war, ist unklar.
Perctarit rückte nun mit seinem Heer aus und belagerte Alahis in dessen Hauptstadt Tridentum, erlitt jedoch eine schwere Niederlage. Cunincpert, der Alahis „iam olim diligebat“, gelang es, die beiden zu versöhnen. Darüber hinaus sprach Perctarit dem Rebellen auf Bitten Cunincperts auch das Dukat Brescia zu, obwohl er Alahis misstraute und seinen Sohn vor ihm warnte (V, 36). Alahis wehrte sich auch danach weiterhin gegen die Katholisierung durch das Königshaus, ein Konflikt, der erst nach dem Tod Perctarits in einer Schlacht ein Ende fand. Ein weiterer Konfessionskonflikt beherrschte bereits seit langer Zeit die Auseinandersetzungen im Nordosten Italiens bis nach Istrien. Die Verhandlungen in diesem Streit, dem Dreikapitelstreit, wurden, auch dank Perctarits fortgesetzt (dann weiter bis in die ersten Jahre, in denen Cunincpert allein regierte).
Unter Perctarit, der im Gegensatz zu seinen arianischen Vorgängern ein Katholik war, wurde die katholische Konfession im Langobardenreich jedenfalls bald zur Religion auch für die Langobarden, die bis dahin vom Rest der Bevölkerung durch ihr hergebrachtes arianisches Bekenntnis getrennt waren. Damit schwanden die kulturellen und rechtlichen Differenzen zusehends, und Familien verschmolzen im Rahmen der Heiratspolitik zunehmend.
Eines der Mittel der Katholisierung war der Bau von Klöstern mit ihren umfassenden Grundherrschaften. In Pavia ließ Perctarit ein Kloster zu Ehren der Agatha bauen, während Königin Rodelinde vor der Stadt die Basilika Sanctae Dei Genitricis (Kirche der Heiligen Mutter Gottes) auf der heidnischen Kultstätte Ad Perticas errichten ließ (V, 34). Die Juden wurden zur Taufe gezwungen oder im Weigerungsfall mit dem Schwert hingerichtet; ansonsten ist über Juden im Langobardenreich kaum etwas bekannt.
Außerdem suchte der König die Nähe zu Rom. Er ließ in Mailand zu, dass Erzbischof Mansuetus (676–685) dort eine Synode einberief, und gestattete 16 Suffraganbischöfen des Erzbistums die Reise nach Rom, um ihnen die Teilnahme am dortigen Konzil zu ermöglichen, das Papst Agatho 680 einberufen hatte. Dort sollten sie durch die 125 Bischöfe der Westkirche Direktiven für das in Konstantinopel einberufene Konzil erhalten. Der Kaiser erwies sich bereit, den Monotheletismus zu verurteilen.

### Ausgleich mit Byzanz (680)
Perctarit ließ zudem die prächtige Porta Palatinensis (das Palast-Tor) in Pavia bauen (V, 36). Er suchte nun den Ausgleich mit Byzanz, sodass diese Jahre relativ friedlich verliefen. 680 erkannte Kaiser Konstantin IV. nach mehr als 130 Jahren immer wieder aufflackernder Kämpfe die Eigenständigkeit des Langobardenreichs an. Vermutlich hatten langobardische Gesandte, die gleichfalls anlässlich des Konzils in die byzantinische Hauptstadt gereist waren, den Frieden ausgehandelt. Die beiden Könige, Vater und Sohn, verzichteten ihrerseits auf Angriffe gegen das italienische Gebiet des Kaisers. Ob es zu einem formalen Friedensschluss im Sinne eines Vertrages kam, ist aber unklar.

### Tod, Begräbnis, Nachfolge Cunincperts (688)
Perctarit starb 688. Er wurde in Pavia neben der Kirche Domini Salvatoris (Kirche des Herrn und Heilands, heute: Monastero di San Salvatore) beigesetzt, die sein Vater Aripert I. hatte erbauen lassen (V, 37). Nachfolger wurde sein Sohn Cunincpert, der die Politik seines Vaters weitgehend fortsetzte. All diese Veränderungen unter Perctarit und seinem Sohn führten dazu, dass Christopher Heath von einem „Neuen Königtum“ sprechen konnte. Dies galt auch für die nachfolgenden Konflikte, die sich auf dynastische Kämpfe konzentrierten, weniger solche zwischen König und den Regionalmächten.

## Rezeption
Perctarit ist eine Hauptfigur der Opern Rodelinda, regina de’ Longobardi von Georg Friedrich Händel und Flavius Bertaridus, König der Longobarden von Georg Philipp Telemann, die 1725 in London beziehungsweise 1729 in Hamburg uraufgeführt wurden. Auch die Bettlerballade von Conrad Ferdinand Meyer greift die Figur des Perctarit als „Prinz Bertarit“ auf, verlegt die Handlung aber nach Verona.